# Casa colonica

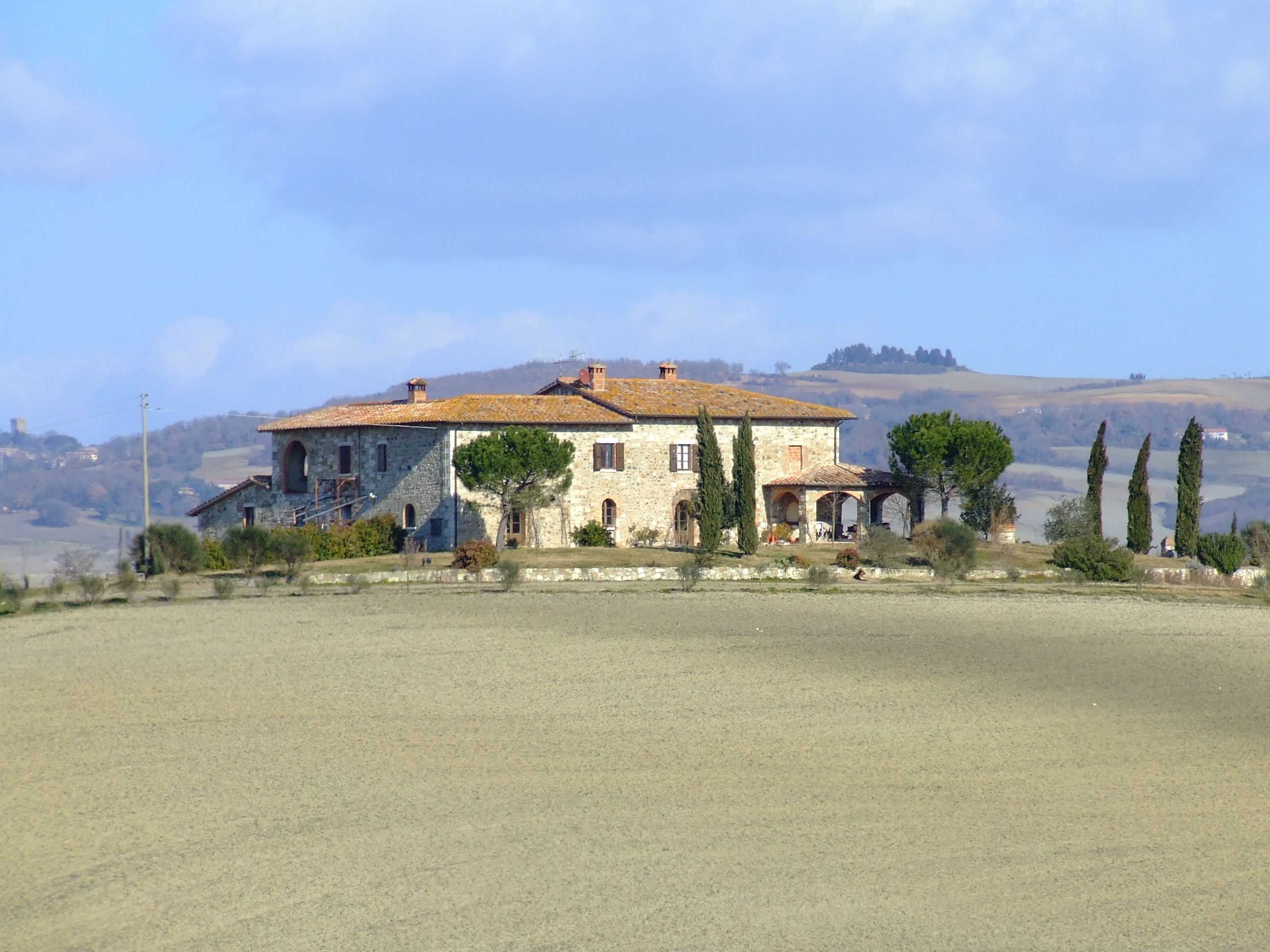
Une Casa colonica dans le Val d'Orcia

La casa colonica est un terme italien qui définit une maison rurale habitée par une famille qui travaille sur le domaine foncier dont elle n'est pas propriétaire,  mais est assujettie au contrat de mezzadria avec le propriétaire.
Cette situation n'implique pas le versement d'un loyer négocié mais la remise au propriétaire de la moitié ou d'une partie librement négociée de toute la récolte. En contrepartie, le propriétaire s'engage à participer dans la même proportion aux frais nécessaires à l'exploitation du fond, aux dépenses de maintenance ordinaires de la maison et aux diverses assurances.
Si d'un côté le contrat est adapté aux éventuelles années de crise, de l'autre il impose au mezzadro de produire le double de ce qui est nécessaire à sa propre subsistance même pendant les années où la récolte est mauvaise.
Le colon est obligé de tenir à jour un registre (prima nota) dans lequel il note toutes les dépenses et tous les revenus. Ce registre est tenu à disposition du propriétaire qui devra approuver les écritures.
Souvent le contrôle de la casa colonica n'était pas effectué par le propriétaire mais par une personne de confiance appelée communément castaldo.
La couleur typique extérieure de la casa colonica était le rouge, parfois avec un cadre blanc dans lequel étaient indiqués le nom du propriétaire et le numéro de la colonie.
Il n'existe pas un modèle unique de Casa colonica, sa structure dépend de multiples facteurs dont sa fonction principale, sa localisation géographique, le type d'exploitation concernée, la composition de la colonie, etc.
En général elle comporte des locaux situés au rez-de-chaussée à usage d'étable et magasin pour fourrage et céréales et la cuvage à vin, tandis que le premier étage sert comme habitation au colon et sa famille. D'autres locaux sont juxtaposés ou parfois éloignés de l'habitation: grange, remise à outils et machines, silos à grain, bergerie, remise à bois.